# Hemibagrus hongus
Hemibagrus hongus és una espècie de peix de la família dels bàgrids i de l'ordre dels siluriformes.

## Distribució geogràfica
Es troba al Vietnam.